# عملة جرانت التذكارية
عملة جرانت التذكارية عبارة عن دولار ذهبي ونصف دولار فضي سكت بواسطة مكتب دار سك العملة الأمريكي في عام 1922 تكريماً للذكرى المئوية لميلاد يوليسيس س جرانت. وهو جنرال رائد في الاتحاد خلال الحرب الأهلية الأمريكية وأصبح لاحقًا الرئيس الثامن عشر للولايات المتحدة. العملات المعدنية المتطابقة في التصميم والتي صنعتها لورا جاردين فريزر. تصور جرانت على الوجه الامامي ومكان ميلاده في أوهايو على الوجه الخلفي.
جمعية الذكرى المئوية ليوليسيس إس. جرانت والمعروفة أيضًا باسم لجنة جرانت أرادت بيع 200 ألف دولار ذهبي لتتمكن من تمويل مشاريع متعددة في مناطق مسقط رأس جرانت ومكان طفولته. ولقد سمح الكونجرس بـ 10 آلاف قطعة ذهبية فقط ولكنه سمح أيضًا بـ 250 ألف من فئة النصف دولار. وعلى أمل تعزيز المبيعات طلبت لجنة المنح أن تحمل 5000 دولار من الذهب علامة خاصة وهي نجمة مائلة. وفعلت دار السك الشيء نفسه بالنسبة لنصف الدولار أيضًا دون أن يُطلب ذلك.
بيعت جميع الدولارات الذهبية ومعظم نصف الدولارات وقد أعيدت بعض نصف الدولارات إلى دار السك من أجل الصهر. لقد ظل سعر نصف الدولار الذي يحمل نجمة أعلى من معظم العملات التذكارية منذ فترة طويلة. كما أن ندرته تسببت في تزويره. استخدمت الأموال الناتجة عن هذه العملات للمساعدة في الحفاظ على مسقط رأس غرانت. ولكن المشاريع الأخرى المخطط لها لم تكتمل.

## خلفية

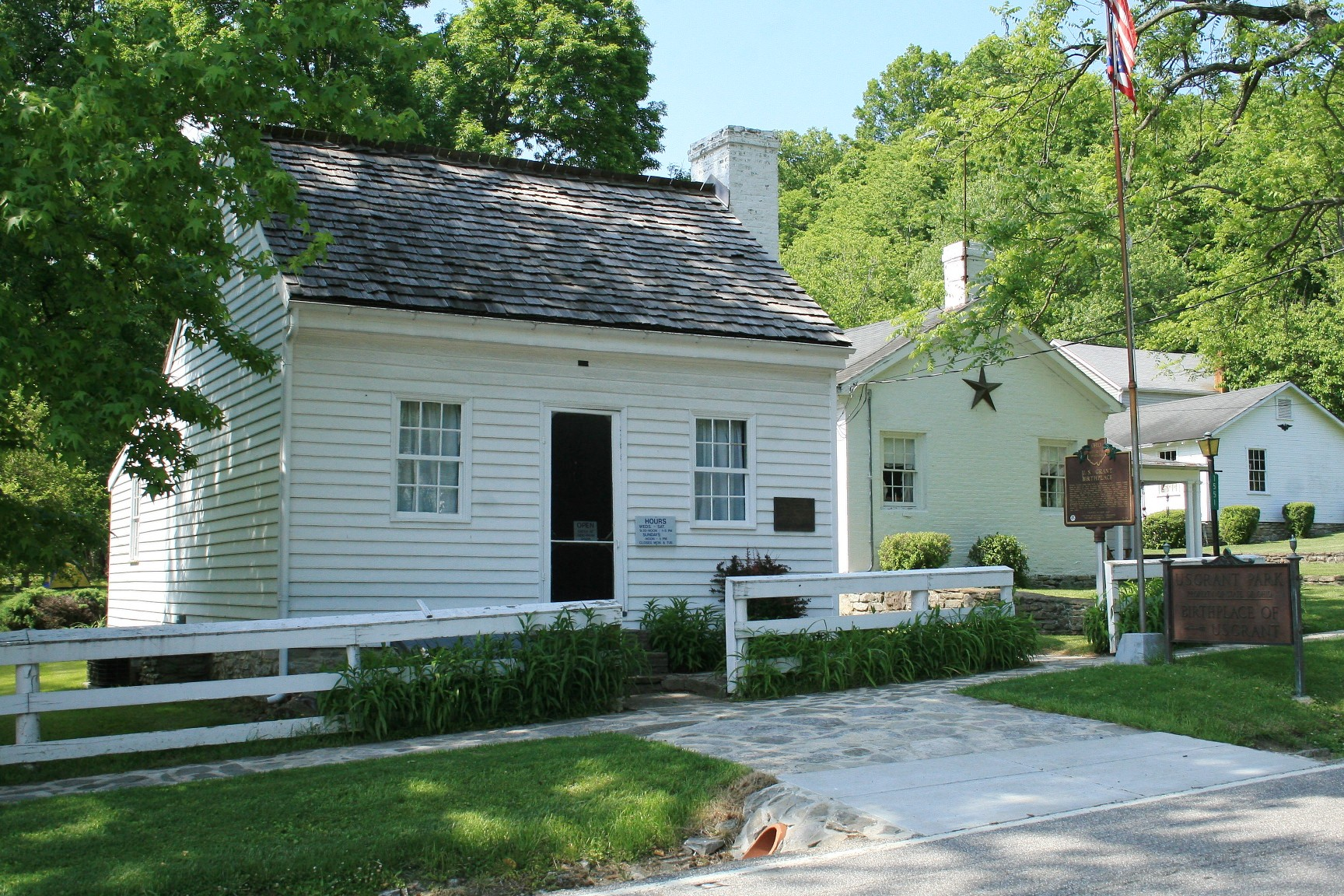
مسقط رأس غرانت في بوينت بليزانت أوهايو (التقطت الصورة في عام 2007)

وُلِد هيرام يوليسيس جرانت في بوينت بليزانت أوهايو في 27 أبريل 1822. وانتقلت عائلته إلى جورج تاون أوهايو في العام التالي. تمكن والده من الحصول له على موعد في الأكاديمية العسكرية الأمريكية في ويست بوينت نيويورك في عام 1839. حيث أدخل اسمه باسم يوليسيس س جرانت عن طريق الخطأ و اختار الاحتفاظ بهذا الاسم. قاتل جرانت في الحرب المكسيكية الأمريكية. استقال من الجيش في عام 1854 وحاول ممارسة العديد من المهن المدنية ولكن بنجاح محدود. حقق نجاحًا أكبر عندما بدأت الحرب الأهلية وعاد إلى الجيش. وبعد سلسلة من الانتصارات عينه الرئيس لينكولن قائدًا عامًا لجيوش الاتحاد في أواخر عام 1863. وفي أبريل 1865 أنهى جرانت الحرب فعليًا بالاستيلاء على ريتشموند في فيرجينيا. وبعد فترة وجيزة أجبر الجنرال الكونفدرالي روبرت إي لي على الاستسلام. في عام 1868 انتُخب جرانت ليكون الرئيس الثامن عشر للولايات المتحدة و قد خدم لفترتين.
تأسست جمعية الذكرى المئوية ليوليسيس إس جرانت التذكارية في عام 1921 لإجراء الاحتفالات في مقاطعة كليرمونت في أوهايو، حيث تقع بوينت بليزانت. وقد سعوا إلى إصدار عملة تذكارية للمساعدة في تغطية التكاليف. في عام 1922 لم تقم الحكومة ببيع العملات التذكارية. كان الكونجرس عند إقرار التشريعات يعين عادةً منظمة لها الحق الحصري في شرائها بالقيمة الاسمية وبيعها للجمهور مقابل علاوة. وبالنسبة لعملات جرانت التذكارية كانت المجموعة المسؤولة هي الجمعية والتي تسمى أحيانًا لجنة جرانت والتي كان هيو إل نيكولز رئيسًا لها.

## التشريع
قدم مشروع قانون لإصدار دولار ذهبي تذكاري لغرانت لإحياء ذكرى مرور المئة عام على ميلاده إلى مجلس النواب من قبل تشارلز سي كيرنز من أوهايو في 11 مايو 1921. وقد دعت إلى إقرار ال200 ألف دولار من الذهب للمساعدة في تمويل المباني المجتمعية كنصب تذكارية لغرانت في جورج تاون وفي بيثيل بولاية أوهايو وللمساعدة في تمويل طريق طولة 5 ميل (8.0 كـم) المعروف باسم الطريق السريع التذكاري لجنرال جرانت المؤدي من نيو ريتشموند أوهايو إلى بوينت بليزانت. أحيل مشروع القانون إلى لجنة العملات والأوزان والمقاييس. وفي 13 أغسطس/آب أرسل رئيس اللجنة ألبرت فيستال من ولاية إنديانا تقريراً إلى مجلس النواب وقد أوصى التقرير المكتوب بعدد من التعديلات مثل أن تتحمل لجنة غرانت تكاليف الاستعدادات الخاصة بسك العملة وأن يقر مشروع القانون. وأشار إلى أن غرانت كان يعيش في كل من بيت إيل وجورج تاون ولم يكن هناك في الوقت الحاضر سوى طريق غير سالك بين نيو ريتشموند وبوينت بليزانت. وذكر التقرير أيضًا أن لجنة غرانت تأسست في مايو 1921 وأنها كانت مستعدة لشراء جميع العملات وإعادة بيعها بناءً على مئات البنوك في أوهايو الراغبة في بيعها. وستذهب الأرباح إلى تغطية تكاليف احتفالات المئويةوبناء الطريق وإذا أمكن تشييد المباني المجتمعية.

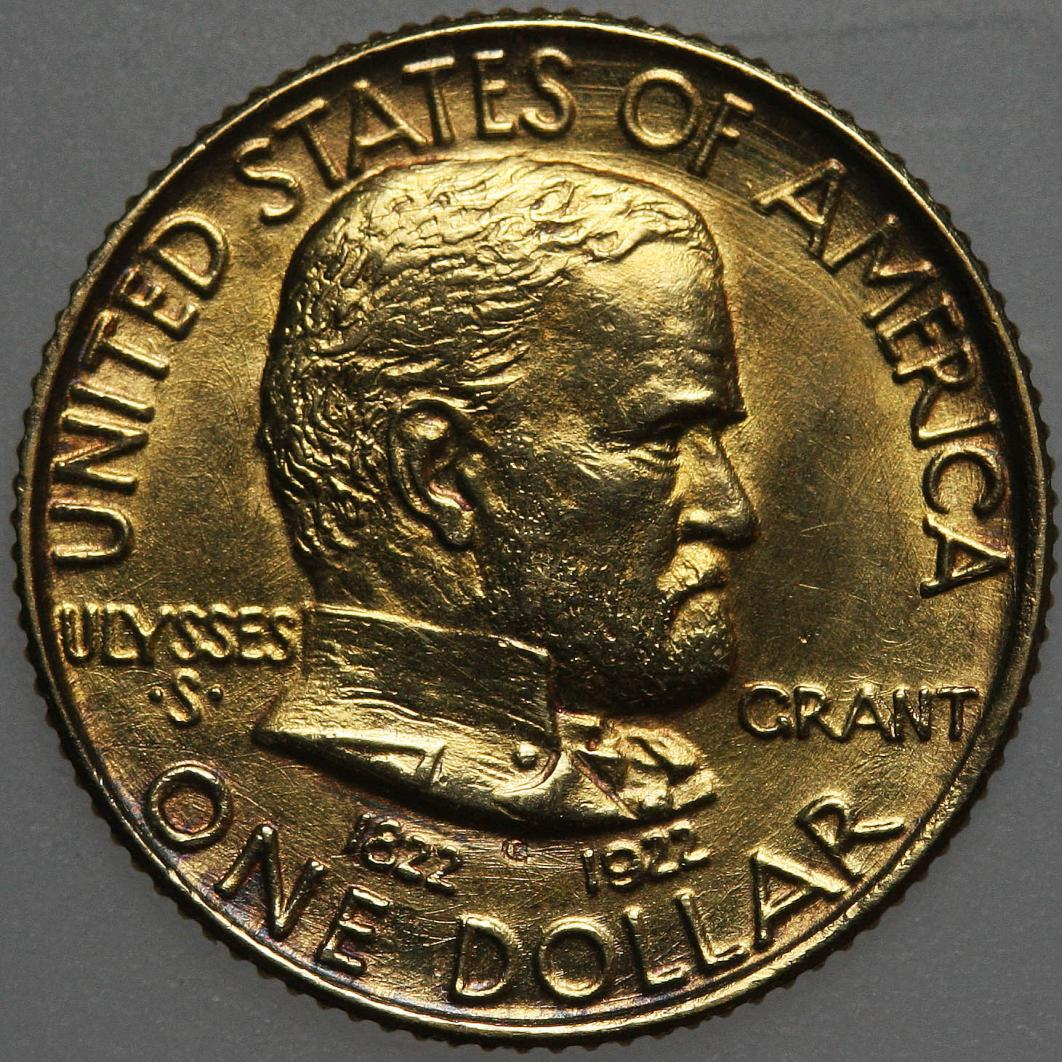
وجه الدولار الذهبي بدون نجمة

وقد أدرج مشروع القانون في جدول الموافقة بالإجماع ‏ في مجلس النواب في 17 أكتوبر/تشرين الأول 1921. ثم بعد الموافقة على تعديلات اللجنة طرح ريتشارد دبليو باركر من نيوجيرسي عدداً من الأسئلة متسائلاً عما إذا كانت لغة مشروع القانون تعني أن لجنة غرانت ستحصل على العملات المعدنية مجاناً. وأخبره كيرنز أن الحكومة ستحصل على أموال مقابل القيمة الاسمية للعملات المعدنية وأضاف توماس إل بلانتون من تكساس أن الحكومة الأمريكية لن تتقاض أي علاوة ولكن لجنة المنح قادرة على ذلك. في حوار مع كيرنز طرح أوتيس وينجو من أركنساس عدة أسئلة مما أدى إلى إبلاغ مجلس النواب بأنه بما أن العملات الذهبية سوف تُسك من السبائك المعدنية الموجودة بالفعل وبما أن مشروع القانون يلزم اللجنة بدفع ثمن قوالب العملات المعدنية المستخدمة فلن تتحمل الحكومة أي نفقات. وبعد هذا التبادل مرر مشروع القانون دون معارضة.
وبعد وصول مشروع القانون الذي أقره مجلس النواب إلى مجلس الشيوخ قاموا بإحالته إلى لجنة الشؤون المصرفية والمالية ‏. قدمت تلك اللجنة تقريرها بناء على جورج ب ماكلين ‏ من ولاية كونيتيكت في 23 يناير 1922 حيث خفضت عدد الدولارات الذهبية إلى 10000 دولار وسمحت بإصدار 250000 دولار تذكاري فضي من فئة النصف دولار. وفي اليوم نفسه طرح ماكلين مشروع القانون أمام مجلس الشيوخ. وتحدث فرانك ويليس من ولاية أوهايو لصالح هذا الأمر موضحًا أن هذه العملات المعدنية سوف تُستخدم لجمع التبرعات من قبل لجنة المنح ولن تتحمل الحكومة أي تكاليف. وقد لاحظ ريد سموت ‏ من ولاية يوتا من التقرير أن مشروع القانون بأكمله باستثناء بند التشريع قد أعيدت كتابته وتساءل عن هذا وردًا على ذلك طلب ويليس من رئيس لجنة البنوك ماكلين أن يشرح هذا. وقال ماكلين إن مشروع القانون الذي أقره مجلس النواب كان يتطلب 200 ألف دولار ذهبي ورأت اللجنة أنه من غير الحكمة ربط هذا القدر الكبير من الذهب بعملة معدنية لن يقومو بتداولها. وقد أرضى هذا سموت وبعد ذلك سأل رئيس الجلسة نائب الرئيس كالفين كوليدج ما إذا كان هناك اعتراض على مشروع القانون لياخذ بعين الاعتبار. استفسر ويليام إتش كينج من ولاية يوتا عما إذا كانت العملة المعدنية ستشكل سابقة سيئة وما إذا كانت ستتضمن بعض النفقات وأكد له ويليس أن لجنة غرانت ستتحمل جميع التكاليف وأن الاقتراح كان مشابهًا لفواتير العملات التذكارية السابقة. وحذر ويليس من أنه إذا اعترض الملك على مشروع القانون فسيؤجل إلى درجة تؤدي إلى إبطال غرضه. وتحدث أتلي بوميرين ‏ من ولاية أوهايو ليؤكد للملك على أهمية مشروع القانون بالنسبة لولاية أوهايو وأشار إلى أن اللجنة يرأسها رئيس قضاة الولاية السابق نيكولز. وسأل كوليدج مرة أخرى عما إذا كان هناك أي اعتراض لنظر في مشروع القانون وبما أنه لم يكن هناك أي اعتراض فقد عدل مجلس الشيوخ مشروع القانون كما أوصت اللجنة وأقر مشروع القانون دون اعتراض.
وبما أن المجلسين كانا قد أقرا نسختين مختلفتين فقد عاد مشروع القانون إلى مجلس النواب حيث طرحته فيستال في 26 يناير/كانون الثاني للنظر فيه. ووافق مجلس النواب على تعديلات مجلس الشيوخ دون أي اعتراض وأُقر مشروع القانون. بحيث أصبح قانونًا بتوقيع الرئيس وارن جي هاردينج في 2 فبراير 1922.

## التحضير

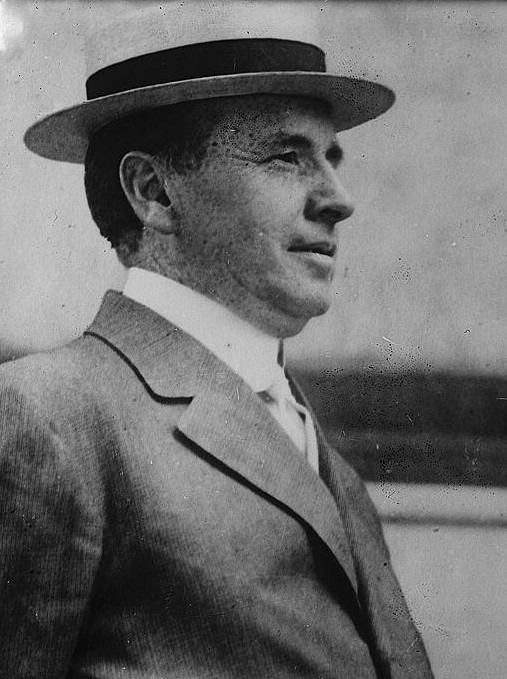
هيو إل نيكولز رئيس جمعية الذكرى المئوية ليوليسيس إس جرانت

كلفت لجنة الفنون الجميلة بموجب أمر تنفيذي أصدره الرئيس هاردينج عام 1921 بتقديم آراء استشارية بشأن الأعمال الفنية العامة بما في ذلك العملات المعدنية. وجد إقرار مشروع قانون غرانت معظم أعضاء CFA مشغولين بمشاريع أخرى ووفقًا للمؤرخ العملاتي دون تاكساي ‏ فإن اختيار الفنان لتصميم العملة وقع على عاتق عضو النحات جيمس إيرل فريزر مصمم عملة عملة نيكل الجاموس (بوفالو). واختار زوجته لورا جاردين فريزر التي صممت نصف دولار ألاباما المئوية في عام 1921.
في 12 فبراير 1922 كتبت لورا فريزر إلى مدير دار سك العملة ريموند تي بيكر ‏ معربة عن امتنانها لاختيارها وذكرت أنها كانت بالفعل في العمل وتأمل في الحصول على نماذج الجبس للعملات المعدنية الجديدة في الوقت المناسب لاجتماع سي أف إيه التالي. وطلبت المساعدة في الحصول على خطاب رسمي للتعيين لتصميم القطع حيث واجهت صعوبة في الحصول على أجر مقابل عملها على عملة ألاباما. وفي اجتماع لجنة العملات الأجنبية في 24 فبراير قام الأعضاء باستعراض نموذج الوجه الأمامي للدولار الذهبي ووافقوا عليه. ثم أنهت لورا فريزر عملها بعد ذلك بفترة وجيزة. في 3 مارس كتب جيمس فريزر إلى رئيس السي أف إيه تشارلز إس مور موضحًا أنه قام بفحص النماذج وأعطى موافقته. كما صادقت هيئة الأوراق المالية والبورصات الأمريكية بالكامل على القرار في الوقت المناسب لإنتاج العملات الذهبية خلال شهر مارس.

## التصميم

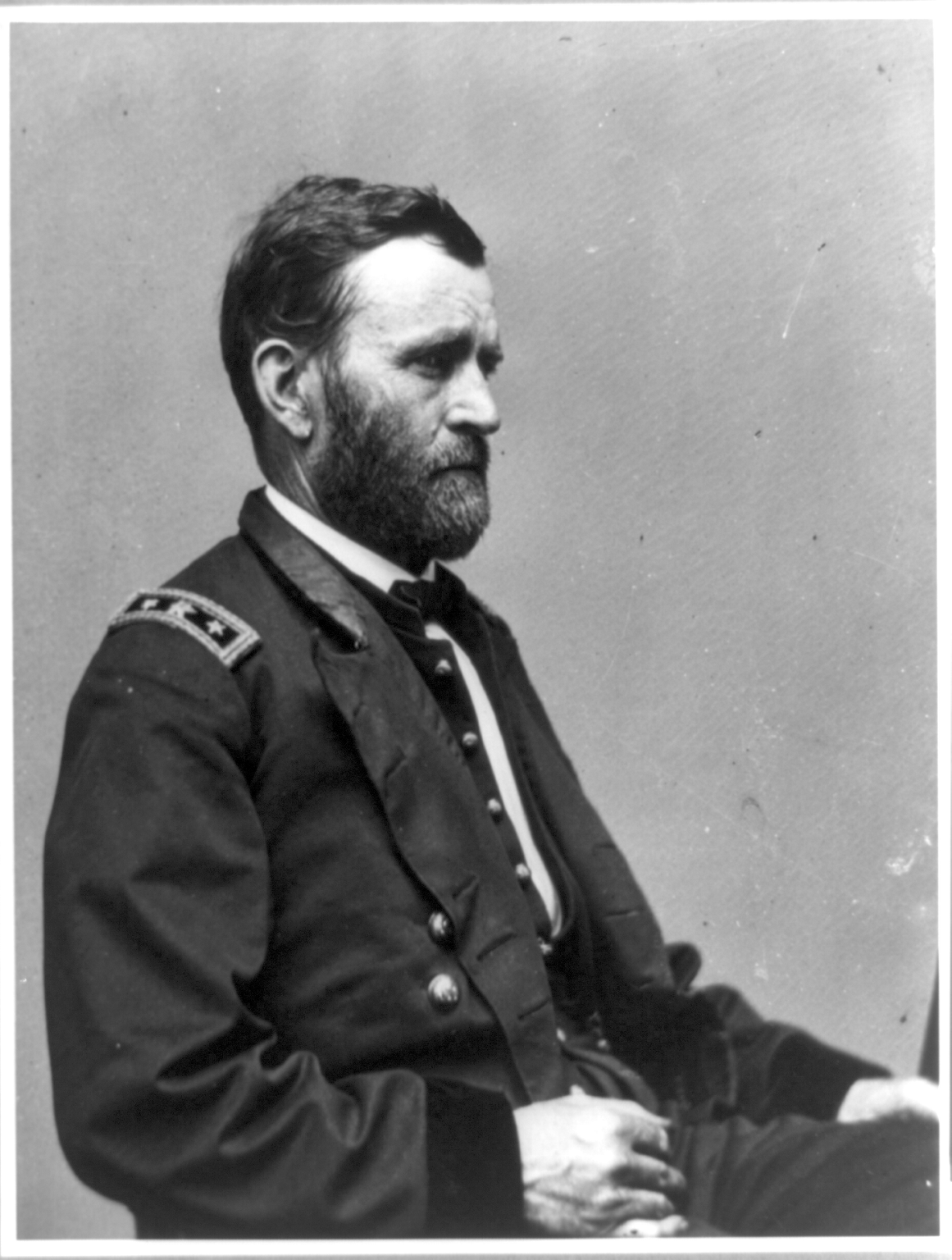
صورة لغرانت من تصوير استوديو ماثيو برادي

إن تصميمات العملتين متطابقة باستثناء الفئة. وعملت لورا فريزر على صورة فوتوغرافية لغرانت بواسطة استوديو ماثيو برادي للوجه الأمامي ووصف تاكساي نسخة فريزر بأنها "رائعة لقوتها وشخصيتها". على العملة المعدنية يرتدي جرانت معطفًا عسكريًا كما فعل أثناء الحرب الأهلية لكن اللحية المقصوصة بأسلوب وثيق تشير إلى أنه من المفترض أن يبدو كما كان في السنوات التي أعقبت الصراع. أسفل تمثال جرانت المواجه لجهة لليمين يوجد الحرف الأول من اسم فريزر جي وهو اسم عائلتها عند الولادة جاردين. لاحظ أرلي إل سلابوغ في مجلده عن العملات التذكارية أن فريزر قد وقعت على عملة ألاباما أل جي أف واقترح أن يكون الحرف الأول من الاسم هو جعل المصمم أقل وضوحًا خشية أن تكون هناك اتهامات بالمحسوبية بسبب وضع زوجها كعضو في سي أف إيه. وفي مكان آخر على الوجه الأمامي للعملة يمكن العثور على اسم غرانت وتواريخ الذكرى المئوية وفئة العملة والدولة المصدرة.
ويصور الوجه الخلفي مسقط رأس غرانت ‏ في بوينت بليزانت، وعمل فريزر مرة أخرى على صورة فوتوغرافية تظهر المنزل الإطاري قبل ترميمه ولا تظهر الأشجار على الميدالية الصادرة بمناسبة الذكرى المئوية لميلاد غرانت. أما وزير الخزانة أندرو دبليو ميلون فقد قام بالتعرف على نوع المنزل بأسلوب خاطئ في تقريره السنوي لعام 1922 على أنه كوخ خشبي، حيث خلط بينه وبين كوخ بناه جرانت في الثلاثينيات من عمره في مزرعة زوجته بالقرب من سانت لويس. وفي وقت الإصدار ذكر فرانك دافيلد محرر مجلة ذا نوميستماتس ‏ (مجلة الجمعية النقدية الأمريكية ‏) أنه على العملة المعدنية قد يكون من المقصود أن يبدو المنزل والمناطق المحيطة به كما كانت عندما ولد جرانت ويبدو المبنى قزمًا بسبب الأشجار، و"من أجل تحقيق تأثير أفضل ربما قام بالتضحية بقليل من الواقعية دون التقليل من الاهتمام التاريخي". ومع ذلك أبدى رأيه بأن "تصميمها وتنفيذها يكافئان أيًا من إصداراتنا التذكارية الأخيرة، والتي أثبتت جميعها شعبيتها الكبيرة بين هواة الجمع". وصرح سلابوغ عن تصميم لورا فريزر: "لا شك في جودة عملها". في حين تظهر الأساطير إن جاد وي ترست و إي بلريبوس ينام على الوجه الخلفي، لا يوجد نقش يشرح ما هو مصور، كما أوضح خبير العملات التذكارية أنتوني سوياتيك: "التصميم نفسه يروي القصة".
وقد أبدى مؤرخ الفن كورنيليوس فيرمولي في مجلده عن عملات وميداليات دار سك العملة الأمريكية إعجابه بتصميم لورا فريزر: "الانتقاد الوحيد المحتمل -هو أن الحروف الأكبر حجمًا كبيرة جدًا- يتلاشى عندما تُدرس انحناءات قرص السك الفعلية. ما يبدو كبيرًا ومسطحًا في الصور الفوتوغرافية يقع في جمال متناغم في الواقع". وذكر عن الوجه الأمامي "جرانت هو ذاته القاسية وباختصار يمكن القول أنه وضعت بداية فائقة لتصوير الحرب الأهلية في العملات التذكارية للولايات المتحدة. وأشار إلى الوجه الخلفي "أشجارها ومنزلها الخشبي الصغير وسياجها الحديدي صممت ونقشت بدقة قاطع الأحجار الكريمة. يُعد ملمس الأوراق أحد أكثر التجارب دقة وحيوية على أي سطح من العملات الأمريكية.

## التوزيع والتجميع

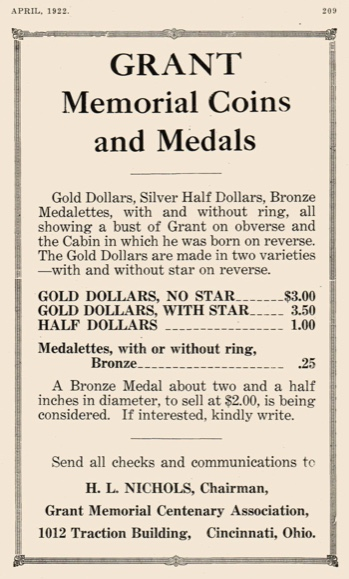
إعلان عن عملات جرانت إبريل 1922

كان كل من نصف دولار ميسوري المئوية (كلاهما عام 1921) يتضمن علامة خاصة على بعض العملات المعدنية الصادرة، بحيث كان على هواة الجمع شراء عملتين معدنيتين للمجموعة الكاملة. سعت لجنة المنح إلى القيام بنفس الشيء بالنسبة لإصداراتها وأمرت الدار بإضافة نجمة على نصف (5000) دولار من الذهب. كان من المقصود وضع النجمة على الدولار فقط وكان إدراج النجمة على بعض نصف الدولار "مكافأة فاجأت اللجنة إلى حد كبير". يؤكد خطاب من مدير دار سك النقود في فيلادلفيا فرياس ستير إلى مدير دار سك النقود بتاريخ 14 مارس 1922 محادثتهما الهاتفية التي أشارت إلى أنه من المقرر أن تسك 5000 عملة من كل فئة بنجمة. وفي مايو 1922 نشرت مجلة عالم العملات ان هناك نوعًا واحدًا فقط من نصف الدولار. لم تكن للنجمة أي علاقة بموضوع العملة كان غرضها الوحيد هو بيع المزيد من العملات. في عمله عام 1938 حول التذكارات اقترح ديفيد بولوا أنه لو قاموا باستخدام أربع نجوم لكان ذلك ليدل على رتبة جرانت في الحرب الأهلية ولكن النجمة الواحدة كانت بلا معنى واضح. في يوليو 1922 كتب دافيلد أن هناك نوعين من نصف الدولار قائلاً: "يقال إن 5000 من هذا النوع استلمت بدرجة غير متوقعة من اللجنة وأنها تُباع بسعر أعلى من النوع الذي لا يحمل النجمة".
حققت دار سك العملة في فيلادلفيا 5,006 نصف دولار مع النجمة و95,055 بدونها. كما سجلت 5016 دولارا ذهبيا مع النجمة و5000 دولار بدونها. اجريت جميع عمليات الضرب في مارس 1922 مع الاحتفاظ بالعملات الزائدة عن الآلاف الزوجية للفحص والاختبار في اجتماع لجنة التحليل السنوي لعام 1923. سكت العملات النجمية أولاً ثم إزالة النجمة من القوالب. في 15 أبريل كتب نيكولز إلى مدير دار سك العملة الجديد فرانك إي. سكوبي موضحًا أن عمولته وضعت العملات المعدنية للبيع مع بيع الذهب مقابل 3.50 دولار مع النجمة و3 دولارات بدونها والفضة مقابل 1.50 دولار مع النجمة ودولار واحد بدونها. وبما أن عدد العملات الفضية كان أكبر بكثير من عدد العملات الذهبية فقد قررت اللجنة أن تلزم البنوك وتجار العملات بشراء 15 عملة فضية مقابل كل عملة ذهبية وهي النسبة التي خفضت إلى 5:1 بالنسبة للأفراد. عرض نيكولز التنازل عن هذا الشرط إذا أراد سكوبي شراء بعضه.
في عدد ديسمبر 1922 من مجلة ذا نومسمتيست وضع نيكولز إعلانًا يحذر من أن المبيعات ستغلق في 1 يناير 1923 ويعرض نصف الدولار بدون نجمة بسعر 0.75 دولارًا لكل قطعة في مجموعات من عشرة قطع. يمكن الحصول على نصف الدولار مع النجمة مقابل 1.50 دولار والدولار الذهبي مع النجمة مقابل 3.50 دولار. بحلول ذلك الوقت لم يعد هناك شرط لشراء قطع فضية للحصول على الذهب. باعت لجنة غرانت الإصدار الكامل من القطع الذهبية لكنها أعادت 750 من نصف الدولار مع النجوم و27650 من تلك التي لا تحتوي على نجوم إلى دار السك للاسترداد والصهر. ذهب عدد قليل من العملات المعدنية إلى غير هواة الجمع وذهب العديد من نصف الدولارات ومعظم القطع الذهبية إلى التجار وهواة جمع العملات المعدنية.
كما سعت لجنة غرانت إلى سك 150 عملة من كل فئة في حالة إثبات وقد رفضت دار سك العملة هذا الطلب على أساس أنها لم تسك عملات معدنية إثباتية منذ عدة سنوات. ومع ذلك قد توجد بعض الأدلة لكل صنف ويقدر عالم العملات أنتوني سوياتيك أنه قد يكون هناك أربعة من كل صنف.
أنفقت بعض عملات نصف الدولار من غرانت بدون نجوم، وهي مهترئة بسبب آثار التداول. ومع دخول العملات المعدنية إلى السوق الثانوية، ارتفعت قيمة نصف الدولار مع النجمة بوجه خاص؛ وبحلول عام 1935 بيعت مقابل 65 دولارًا، وهي أعلى قيمة لأي عملة فضية تذكارية أمريكية. في ذلك العام، اشترى طبيب أسنان من برونكس، نيويورك، عدة مئات من عملات نصف الدولار بدون نجوم وشرع في ثقب النجوم فيها. كما زورت عملات أخرى أيضًا.
بحلول عام 1940 بيع نصف الدولار بدون نجمة مقابل 1.50 دولارًا وبنجمة مقابل 37 دولارًا؛ بحلول عام 1950، كان 2.50 دولارًا و55 دولارًا، وبحلول عام 1970، كان 25 دولارًا و135 دولارًا.[37] الإصدار الفاخر من كتاب دليل عملات الولايات المتحدة (المعروف أيضًا باسم الكتاب الأحمر) لـ R. S. Yeoman، والذي نُشر في عام 2018، يسرد العملات المعدنية المميزة بنجمة بقيمة تتراوح بين 900 دولار و9750 دولارًا، وتلك التي لا تحتوي على نجوم بقيمة تتراوح بين 110 دولارات و1000 دولار. بيعت الدولارات الذهبية ذات النجوم بحوالي 12 دولارًا في عام 1940، بينما جلبت الدولارات التي لا تحتوي على نجوم 8 دولارات. في عام 1950، كانت هذه الأرقام 25 دولارًا و21 دولارًا وفي عام 1970، 265 دولارًا و250 دولارًا. يسرد الكتاب الأحمر القطع ذات النجوم التي تتراوح أسعارها بين 1500 دولار و2250 دولارًا، حسب الحالة، والقطع التي لا تحتوي على نجوم والتي تتراوح أسعارها بين 1200 و2500 دولار.
استخدمت الأموال الناتجة عن هذه العملات المعدنية في تجديد مسقط رأس غرانت والحصول على الأراضي المحيطة به. ألقى الرئيس هاردينج كلمة في الحفل الذي أقيم هناك. في عام 1989 قام عالم العملات ريك ليشتونج بزيارة البلديات التي كان من المقرر استخدام الأموال فيها. وجد مسقط رأس غرانت في بوينت بليزانت ومدرسة غرانت القديمة في جورج تاون. "لا يوجد طريق سريع ولا مباني تذكارية فقط الهيكلان الأصليان المتهالكان في شتاء أوهايو القاسي وصيفها العنيف." لاحظ الكتاب الأحمر أن "المباني والطريق السريع لم تثمر أبدًا".